# 前奥地利
外奥地利（德：Vorderösterreich或Österreichische Vorlande），是指奥地利哈布斯堡王朝自施瓦本公国获得的领土，在蒂罗尔和巴伐利亚以西。这片土地在13至19世纪归属于哈布斯堡王朝，现在由奥地利的福拉尔贝格州、法国的阿尔萨斯和德国的巴登符腾堡分管。在漫长的历史中，领地的莱茵河以西和博登湖以南（康斯坦茨本身除外）部分逐渐被法国和瑞士邦联夺走，而士瓦本和福拉尔贝格州的领土则一直处于哈布斯堡王朝的控制之下，直到拿破仑时代。

## 历史

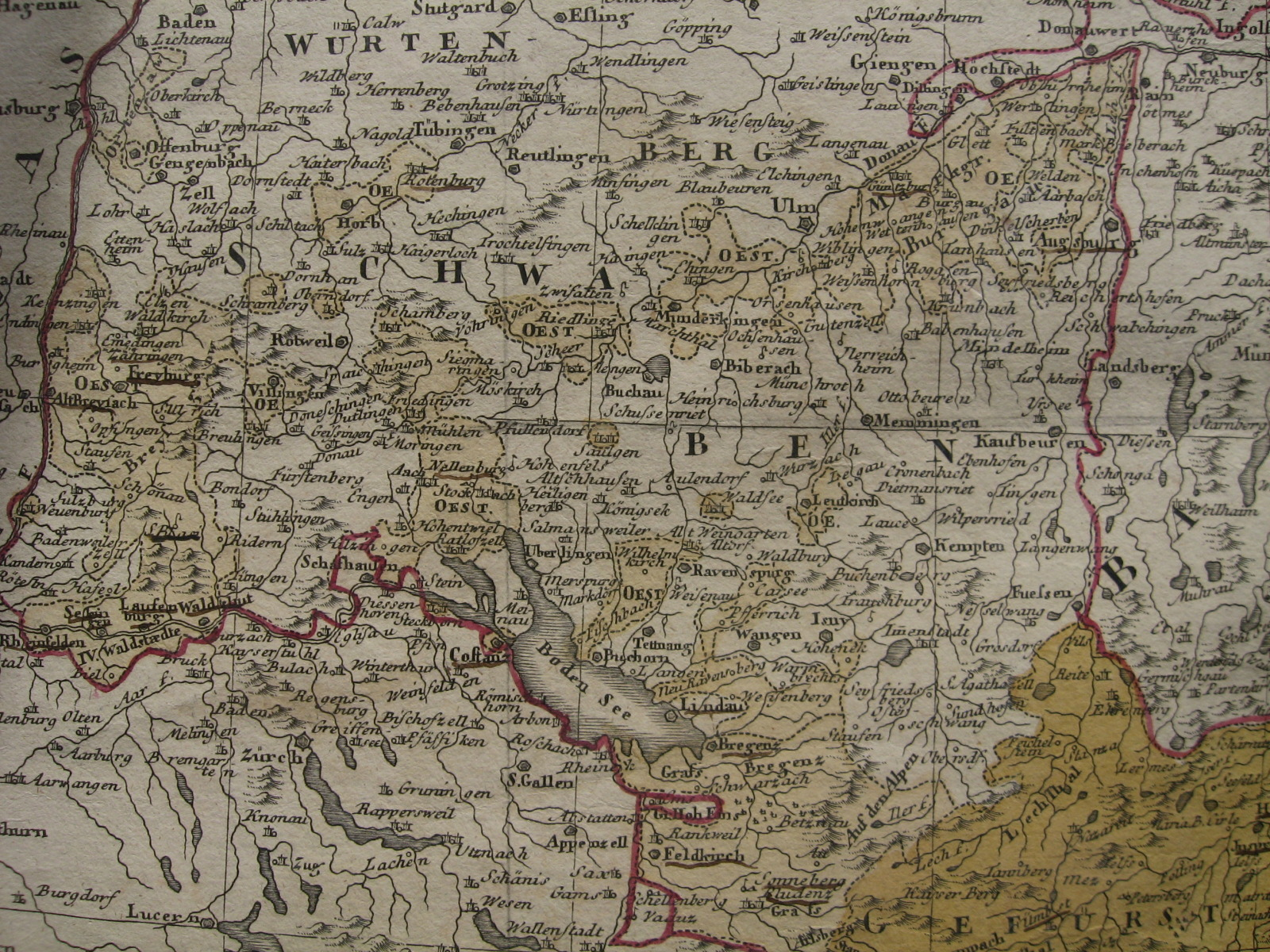
1788年的外奥地利

### 组成
外奥地利是哈布斯堡家族的祖地。但阿尔高、哈布斯堡城堡、莱茵河西岸和博登湖以南在内的许多地区在莫尔加滕战役（1315年）和森帕赫战役（1386年）之后，被不断壮大的旧瑞士邦联所夺走。故此这些领土从未被视为外奥地利的一部分——除弗里克塔尔地区（Fricktal）之外——该地区直到1797年一直是哈布斯堡家族的财产。
从1406年到1490年，外奥地利与蒂罗尔一起被纳入“上奥地利”的定义（Oberösterreich，不是现代奥地利的上奥地利州混淆）。从1469年到1474年，西吉斯蒙德大公将其中的大部分典当给了勃艮第公爵大胆的查理。
在1648年的威斯特伐利亚和约中，孙戈被划入法国。鄂圖曼帝國於歐洲的征戰后，奥地利的许多居民被鼓励移民并定居在新获得的特兰西瓦尼亚地区，这些人后来被称为多瑙河施瓦本人。在18世纪，哈布斯堡王朝获得了一些细小的施瓦本领土，例如泰特南（1780年获得）。

### 解体
在法国大革命期间和神圣罗马帝国的重组中，外奥地利遭遇灭顶之灾——1799年弗里克塔尔成为法国的保护国，并于1802年成为海尔维第共和国的一部分，1802年包括布赖斯高在内的奥地利大部分地区因《卢内维尔条约》被授予摩德纳和雷焦前公爵埃尔科莱三世•埃斯特作为补偿，但他在两年后去世。由于他的女婿兼继承人为奥地利-埃斯特大公斐迪南（弗朗茨二世皇帝的叔叔），该地区又回到了哈布斯堡手中。
1805年，奥地利经奥斯特里茨战役和普雷斯堡和约中的失败后，奥地利进一步被瓜分：布赖斯高被分配给巴登大公国；罗腾堡和霍尔布被分配给符腾堡王国；巴伐利亚王国则得到了魏特瑙，金茨堡和魏森霍恩）；小庄园则被传给了霍亨索伦-西格马林根和黑森大公国；以作为与法国结盟的奖励。
拿破仑战败后，维也纳会议讨论了将部分或全部沃朗德（Vorlande）归还奥地利，但出于不想冒犯南德意志诸王与缓和对法关系的考量，梅特涅最终只使福拉尔贝格州归还给了奥地利。外奥地利自此不复存在。

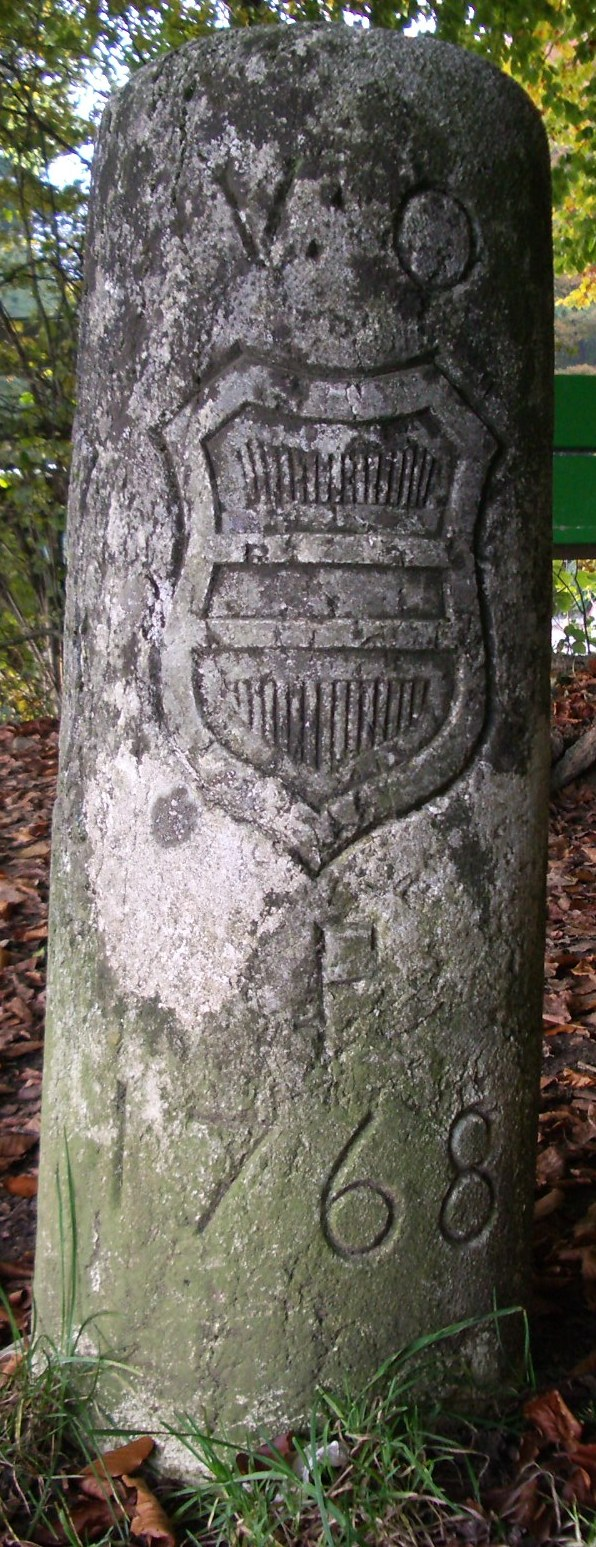
瑞士索洛图恩州Salhöhe垭口的前奥地利（V.O.）界碑。